# Muztagh Ata

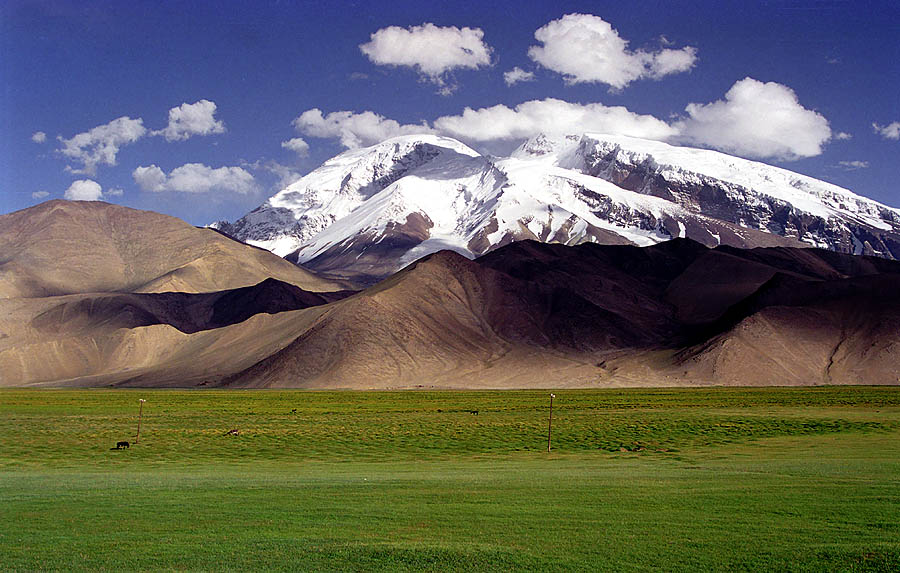
Tầm nhìn của Muztagh Ata khi nhìn từ xa lộ Karakoram

Muztagh Ata, or Muztagata (tiếng Uyghur: مۇز تاغ ئاتا, tiếng Музтағ Ата, nghĩa đen theo đúng câu chữ là "cha lớn của núi băng"; tiếng Trung Quốc: 慕士塔格峰; bính âm Hán ngữ: Mùshìtǎgé Fēng; trước đây được biết đến với tên là núi Tagharma, Taghalma và Wi-tagh) là tên của một ngọn núi cao thứ 2 của cao nguyên Thanh Tạng hợp thành bờ bắc của nó và là ngọn núi cao thứ 3 của dãy núi Pamir của Cộng hòa Nhân dân Trung Hoa, độ cao của nó là 7509 mét. Đôi lúc trong một vài trườn hợp, ngọn núi này được xem là một phần của dãy núi Côn Lôn, mặc dù về mặt địa lí thì mối liên quan của ngọn núi này với dãy núi Pamir thì rõ ràng hơn.
Nó là một trong những ngọn núi dễ dàng leo với độ cao 7000m trên thế giới bởi vì mặt phía tây có độ nghiêng nhẹ cùng với thời tiết tương đối khô ráo của Tân Cương. Mặc dù vậy, để có thể chinh phục ngọn núi này thì ta cần có sự thích nghi với khí hậu và sức khỏe thể chất tốt.

## Vị trí
Muztagh Ata nằm ở phần phía đông của dãy núi Pamir, phía tây của vùng tự trị Tân Cương và phía nam của Kongur Tagh, ngọn núi cao nhất Tân Cương, hơi tách biệt ra khỏi dãy Côn Lôn do ở giữa có thung lũng sông Yarkand, do vậy nằm trong nhóm "đông Pamir". Không xa về phía bắc và đông của nhóm này là vùng đất trũng của lòng chảo Tarim và sa mạc Taklamakan. Quốc lộ Karakoram đi qua rất gần với ngọn núi này. Đô thị gần nhất với núi Muztagh Ata là thị trấn Tashkurgan, thị trấn nằm ở cực tây Trung Quốc giáp ranh với Pakistan

## Chinh phục
Năm 1956, một nhóm người Nga-Trung Quốc (bao gồm cả Witali Michailowitsch Abalakow, Qu Yinhua) đã chinh phục ngọn núi này. Về sau vẫn còn có nhiều cuộc thám hiểm khác của các nhà địa lý, nhà leo núi.